# Polskie Towarzystwo Astronautyczne
Polskie Towarzystwo Astronautyczne – polska organizacja założona w 1954 roku (formalnie zarejestrowana dwa lata później), która skupia osoby zawodowo zajmujące się astronautyką, jak i miłośników tej dziedziny. W latach 1958–1992 i 2000-2002 wydawało czasopismo „Astronautyka” oraz od 1967 kwartalnik „Postępy Astronautyki” z przerwą w 1990 roku. Siedziba stowarzyszenia mieści się w Warszawie, prezesem jest Maciej Mroczkowski.

## Początki działalności
30 grudnia 1954 w Instytucie Fizyki Uniwersytetu Warszawskiego w Warszawie zebrało się grono młodych fizyków, entuzjastów astronautyki. Zebranie stanowiło odpowiedź na apel zamieszczony w listopadowym numerze „Problemów” (11/1954) przez Mieczysława Subotowicza: „czas założyć Polskie Towarzystwo Astronautyczne”. Wśród założycieli byli Olgierd Wołczek, Kazimierz Zarankiewicz, Mieczysław Subotowicz, Krzysztof Boruń. W dniu 28 lutego 1955 roku odbyło się w Warszawie pierwsze oficjalne zebranie organizacyjne, na którym przedyskutowano statut i zasady działalności Towarzystwa oraz wybrano trzyosobowy Komitet Organizacyjny. W zebraniu wzięło udział 18 osób, założycieli towarzystwa. Komitet organizacyjny poczynił starania o zarejestrowanie stowarzyszenia i zwoływał miesięczne zebrania referatowe na Politechnice Warszawskiej. Wśród pierwszych referatów wygłoszonych na zebraniach w 1955 były: dr Niemirowskiego o życiu we wszechświecie, dr Lema o medycynie kosmicznej oraz mgr Subotowicz o Kazimierzu Siemienowiczu. Starania o legalizacje PTA przez Polską Akademię Nauk zostały ostatecznie zakończone dopiero z początkiem 1956.
W dniu 8 lutego 1956 odbyło się pierwsze walne zebranie PTA, a już jesienią przyjęte do Międzynarodowej Federacji Astronautycznej.

## Prezesi PTA
- Kazimierz Zarankiewicz – od 8 lutego 1956 do 18 marca 1958
- Zbigniew Pączkowski – od 18 marca 1958 do 9 października 1960[3] i 1969-1974
- Michał Łunc – od 9 października 1960 do 1967
- Julian Walawski 1967-1969
- Stanisław Barański 1974- do 21 maja 1983[4]
- Mirosław Hermaszewski – od 21 maja 1983 do 24 czerwca 1989,
- Piotr Wolański 1989-1995
- Banaszkiewicz Marek 1995-2001
- Zbigniew Kłos 2001-
- Maciej Mroczkowski 2007-